# Copera superplatypes
Copera superplatypes är en trollsländeart som beskrevs av Fraser 1927. Copera superplatypes ingår i släktet Copera och familjen flodflicksländor. IUCN kategoriserar arten globalt som otillräckligt studerad. Inga underarter finns listade i Catalogue of Life.